# Wypieki defensywne. Przewodnik dla czarodziejów i czarodziejek
Wypieki defensywne. Przewodnik dla czarodziejów i czarodziejek (ang. A Wizard’s Guide to Defensive Baking) – amerykańska powieść fantasy dla młodzieży (young adult) napisana przez Ursulę Vernon pod pseudonimem T. Kingfisher. Pierwsze wydanie ukazało się w 2020 nakładem Argyll Productions.Powieść ukazała się w Polsce 29 listopada 2023 nakładem wydawnictwa SQN, a tłumaczeniem zajęła się Dominika Schimscheiner.

## Fabuła
Mona ma czternaście lat i jest sierotą. Pracuje w piekarni swojej ciotki i posiada niezwykły dar. Jest czarodziejką, która ma władzę nad ciastem, chlebem i szeroko rozumianymi wypiekami, wpływając na ich konsystencję, czy też sposób wypieku. Może je również animować. Pewnego poranka odkrywa w piwnicy piekarni zwłoki. Dziewczynka zostaje oskarżona o popełnienie przestępstwa.

## Odbiór
Powieść zdobyła Nagrodę Andre Norton za najlepszą powieść young adult w 2020. a także Lodestar Award for Best Young Adult Book i Nagrodę Locusa w kategorii najlepsza książka young adult w 2021. Ponadto zdobyła również Dragon Award za najlepszą powieść young adult/middle grade oraz Nagrodę Mythopoeic w kategorii literatura dziecięca.